# Polycarpaea haufensis
Polycarpaea haufensis är en nejlikväxtart som beskrevs av A.G. Miller. Polycarpaea haufensis ingår i släktet Polycarpaea och familjen nejlikväxter. Inga underarter finns listade i Catalogue of Life.